# تپه عیسی خان ۱۱
تپه عیسی خان ۱۱ مربوط به مس و سنگ است و در شهرستان ملایر، بخش جوکار، دهستان ترک غربی، روستای کمری واقع شده و این اثر در تاریخ ۷ اسفند ۱۳۸۶ با شمارهٔ ثبت ۲۱۶۱۵ به‌عنوان یکی از آثار ملی ایران به ثبت رسیده است.